# Harry's Game
Harry's Game is een Britse miniserie, gemaakt door Yorkshire Television voor ITV in 1982. De serie is gebaseerd op het gelijknamige boek van Gerald Seymour uit 1975. De serie telt 3 afleveringen, met een gezamenlijke lengte van 180 minuten.
Het verhaal gaat over kapitein Harry Brown (gespeeld door Ray Lonnen), die als Brits militair in een undercoveropdracht naar Noord-Ierland wordt gestuurd, met als opdracht informatie te vinden om ene Billy Downes (gespeeld door Derek Thompson) te kunnen arresteren. Deze Downes is een lid van een lokale IRA-afdeling.
De themamuziek van de serie is een nummer van Clannad, Theme from Harry's Game. Het nummer werd met succes uitgebracht op single.

## Verhaal
Het verhaal van Harry's Game begint wanneer minister Henry Danby wordt doodgeschoten door IRA-lid Billy Downes, die vervolgens weet te ontsnappen naar Belfast. Legerofficier Harry Brown wordt hierop undercover gestuurd naar de Katholieke gemeenschap van Belfast, met als opdracht deze moordenaar te vinden. Brown is voor deze opdracht gekozen, omdat hij eerder in Oman een soortgelijke opdracht met succes wist af te ronden.
Onder de naam Harry McEvoy weet hij een baan te krijgen. Hij ontmoet vervolgens de katholieke Josephine Laverty, met wie hij geregeld uitgaat. Hierbij ontmoet hij -onwetend- Downes in een lokale club, die in het geheim geleid wordt door het Britse leger. Door een Brits militair wordt Downes vervolgens gearresteerd, maar na ondervraging weer vrijgelaten. Harry tipt zijn meerderen dat deze Downes in die club was geweest en ene Theresa zijn naam weet. Theresa wordt vervolgens gearresteerd. Uit angst dat de IRA haar zal doden wanneer ze praat pleegt ze zelfmoord. Wanneer Josephine beseft dat de voorgaande informatie van Harry afkomstig moest zijn smeekt ze Harry om haar en Belfast te verlaten. Harry weigert dit omdat hij vindt dat de moordenaar gepakt moet worden. Het nieuws dat Harry in Belfast is wordt doorgegeven aan de IRA door een ober, die twee Britse officieren hierover had horen praten. Vervolgens worden alle nieuwkomers gecontroleerd, ook Harry.
De IRA start een campagne om Harry te pakken te krijgen. Samen met twee man zet Downes een val op. Harry weet de medeplegers neer te schieten in de confrontatie en dwingt een taxichauffeur behulpzaam te zijn in de achtervolging op Downes. Op deze wijze weet hij Downes te volgen tot zijn woonadres, maar dit huis staat onder observatie van het Britse leger. Vervolgens schiet Harry de ongewapende Downes neer in aanwezigheid van zijn vrouw. De militairen, die het huis van Downes observeerden en geen enkele kennis hebben omtrent de identiteit van Harry, denken dat dit een terrorist moet zijn en schieten vervolgens Harry neer. Wanneer Harry neergeschoten op de grond ligt schiet de vrouw van Downes Harry vervolgens met zijn eigen revolver door het hoofd.

## Opnames
Harry's Game werd grotendeels opgenomen in Leeds, Engeland. Vooral het nu gesloopte huisdistrict in Burley diende als decor voor de serie.
Er zijn ook een paar scènes in Belfast (waar de serie zich grotendeels afspeelt) opgenomen, waaronder bij Falls Road. Enkele van de slotscènes zijn opgenomen in Holywood, County Down.

## Uitzendingen
De serie werd oorspronkelijk in oktober 1982 uitgezonden op ITV, in drie afleveringen van elk 52 tot 54 minuten. De drie afleveringen werden later ook samengevoegd tot een televisiefilm getiteld
Harry's Game - The Movie.
De serie werd in Canada uitgebracht onder de titel Belfast Assassin.